# Église Saint-Georges de Lago Sul
L'église orthodoxe Saint-Georges (en portugais : Igreja Ortodoxa São Jorge) est une église de Lago Sul (Brésil). Son architecte fut Oscar Niemeyer.